# 釈浄空

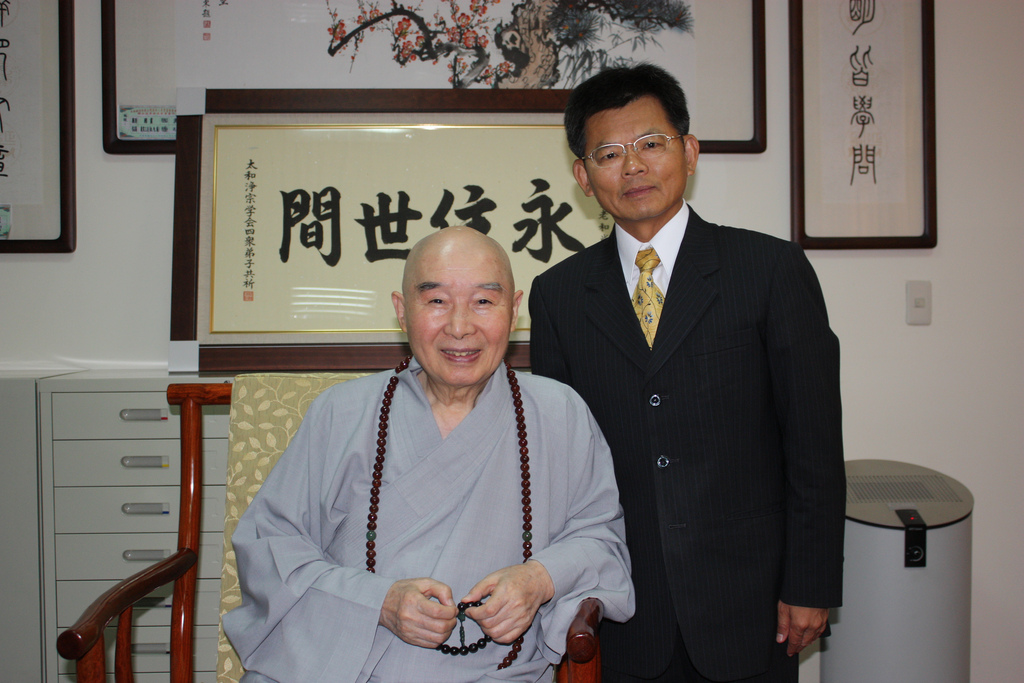
浄空法師と楊氏

釈浄空（しゃくじょうくう、shijingkong  1927年3月13日 - 2022年7月26日）は、台湾の僧。姓は徐、名は業鴻。浄空法師と広く呼ばれている。

## 生涯
1927年中国の安徽省廬江県の生まれ。中国のみならず、世界でも有名な高僧で、特に浄土宗の経典には深く通じている。仏教の僧侶でありながら、儒教や道教、イスラム教などほかの宗教にも通じ、各宗派における対立を無くすよう友好活動に尽力している。
以前にはオーストラリアのグリフィス大学やクイーンズランド大学の名誉教授、中国人民大学の客員教授、オーストラリア浄学院院長、香港仏陀教育協会董事主席などもつとめていた。
1949年に中国本土から台湾に移住、1954年から李炳南教授のもとで仏教と哲学を学び、特に浄土宗を多く学んだ。1959年に台湾の円山臨済寺で剃髪、聖賢・先哲の論理道徳教育を取り戻すため、大乗仏教による慈悲の精神をもって出家した。2005年にはユネスコの在オーストラリア大使もつとめた。また国連で演説することが何度かあり、近年では2018年にユネスコで演説を行っている。
浄空法師は「真誠、清浄、平等、正覚、慈悲、看破、放下、自在、随縁、念仏」を原則としている。「仁慈博愛」（慈悲と博愛）「修身為本、教学為先」修身をもとにして、教学を先と為すが教学の主旨である。
法師は特に儒教思想である「弟子規」や道教思想である「太上感應篇」、仏教思想である「十善業道経」「了凡四訓」(『陰隲録（いんしつろく）』)などを教学の基礎にしている。これは印光大師の影響が大きい。法師は仏教徒としてだけでなく人としてのあり方を教えているところが特徴的である。「弟子規」では社会での接し方や親孝行などを教え、「太上感應篇」「了凡四訓」では先人たちの行った良いことが結果としてどうなるかを教え、因果応報と業の重要性を教え、そのためには「十善業道経」に書かれたことが大切であるとしている。仏教では浄土宗の経典である『仏説無量寿経』（『大経』）『仏説観無量寿経』（『観経』）『仏説阿弥陀経』（『小経』）『楞厳経　大勢至菩薩念仏圓通章』『華厳経　普賢菩薩行願品』を学ぶようにとなえている。ただしそこには、清浄な心であることが重要であり、念仏「南無阿弥陀仏」を唱えるときも、清浄な心が重要であるとしている。また仏教のみならず、宗教間の協調をとなえており、シンガポールでは他宗教のリーダーたちとの会談がよく行われていた。決して他宗派を非難誹謗することはなく、またしてはいけないとしている。
法師は日本との繋がりも多くあり、日本の仏教界の人々との交流がある。日本にきた際に浄土宗の中村康隆と会い、古代の教祖はすべて観音菩薩であると聞き、とても感銘を受けたと語っている。また法師は鳩山由紀夫と交流があり、彼の招きで日本に来たことがある。また、「水からの伝言」で有名な江本勝とも交流があり、氏の本の中にあることは仏教の経典に通じるとして、賞賛している。
中国出身ではあるものの台湾に移住したため、活躍の場は世界にまで広がり、特に中国、台湾、香港、シンガポール、オーストラリアでの認知度は高く、各地で関連の書籍が売られている。近年は香港に定住し、現在でも獅子吼浄土専修ネットや華蔵衛視などにおいて、講義を行っていたが、2022年7月26日に円寂、享年95歳であった。台湾の台南市にある極楽寺において法師をおくる法事が行われ、ネット上で中継が行われていた。